# Hősök tere (Miskolc)
A Hősök tere Miskolcon, a Kazinczy utca középső szakaszán található. Észak-déli irányban a zsinagóga és a Földes Ferenc Gimnázium, valamint a Minorita templom közötti területen fekszik, nyugatról a Berzeviczy Gergely Szakgimnázium és a Magyar Államkincstár épülete, keletről – a Kazinczy utcán túl – a Postapalota határolja.

## Története
Részben ezen a területen alakult ki régen az úgynevezett Peceszer. Az itt élőkről az 1702-es Kötelkönyv nem ad felvilágosítást, azt azért lehet tudni, hogy már a korai telekosztások során maradtak olyan kis udvarkák, amit szegény, iga nélküli családok kaptak annak fejében, hogy a város számára ingyenmunkát (robotot) végezzenek. A terület a 18. század végétől szerepel a térképeken, de a telkek nagysága, tulajdonosai nem ismertek. Az 1854-es katonai térkép a terület délkeleti sarkában téglaalap, míg délnyugati sarkában L alaprajzú építményt tüntet fel. Az 1878-as árvíz a területen nagy pusztítást végzett, többek között azért is, mert a Pece-patak a terület déli szélén folyt át. A területen még a 20. század első évtizedeiben is kicsiny földszintes házak álltak, a Pece-patak mellett némi összevisszaságban.
A Hősök tere kialakításának gondolata már 1918-ban felmerült Miskolcon. Szentpáli István polgármester Gárdos Aladár szobrászművészt és Kaszab Miklós építészt bízta meg a tervek elkészítésével. Közben azonban változtak az elképzelések, 1924-ben az első világháborús emlékmű elhelyezésére felvetődött a Városház tér „négyes lámpájának” helye (ma a Széchenyi-szobor áll itt), pár év múlva az Avas is szóba jött, a kilátó falára került volna egy dombormű, mellette pedig háborús múzeumot hoztak volna létre. Gárdos minden variációhoz készített tervet. Fekete Bertalan polgármester – mivel a Postapalota felépítése után szerződés is kötelezte a várost, hogy az épülettel szemben álló, részben már kisajátított házakat elbontsa – 1939-ben utasítást adott  a téren álló egykori házak lebontására. Némi parkosítást is végrehajtottak, a helyi sajtó pedig lelkesen számolt be arról, hogy immár nincs akadálya az emlékmű felállításának. A Felsőmagyarországi Reggeli Hírlap ezt írta 1939. október 26-án megjelent számában: „Szerencsésen úgy alakult a helyzet, hogy itt aránylagosan kevés áldozattal meg lehet teremteni Miskolc legszebb terét, a »Hősök terét«, amelyen majd felállítják a hősök emlékművét”. A második világháborúhoz közeledve, majd a háború kitörése miatt a hősi emlékmű terve lekerült a napirendről.
1947-ben, amikor sor került a Nagy-Miskolc létrejötte után többszörösen előforduló utcanevek rendezésére, ez a tér tarthatta meg a Hősök tere nevét. A diósgyőri Hősök tere a Táncsics Mihály tér nevet kapta.
A háború után egy fekete gránitból (egy forrás szerint fekete márványból) készült szovjet hősi emlékművet helyeztek el a téren (a feljegyzések szerint egy Emil Mironovics Vajstejn nevű szovjet főhadnagy tervezte), ami 1976-ig állt a nyugati oldal közepén. 1976. július 22-én az emlékművet lebontották, és a Deszka temető melletti Hősök temetőjében állították fel újra. Közben a Pecét föld alatti betongyűrűkbe zárták, amivel tovább nőtt a tér területe, és a déli oldalon beton térelemek elhelyezésével igyekeztek a zsinagóga melletti részt kapcsolni, illetve leválasztani.
1976. november 7-én felavatták Somogyi József Miskolc című monumentális szoborkompozícióját a tér északi oldalán, majd a rendszerváltást követően – mivel a „felszabadulási emlékmű” képzete kapcsolódott hozzá (kétségtelenül tartottak a téren politikai jellegű megemlékezéseket, koszorúzásokat) – 1999-ben eltávolították. A szobrot ezt követően a Vörösmarty lakótelep egyik terén helyezték el. Goda Gertrud művészettörténész szerint „…a mű a Vörösmarty lakótelepen inkább mint téri kompozíció, mintsem monumentumként szerepel…”.

## A tér jelene
A tér megújítására a város 1993-ban pályázatot írt ki, és Csoba Tamás polgármester, illetve az általa létrehozott alapítvány Szanyi Péter szobrászművész elképzelését támogatta. A megvalósításra tíz év múlva került sor, Szanyi Péter „Miskolc város elesett hőseinek emlékére” felirattal ellátott emlékművét 2003. augusztus 19-én avatták fel a tér nyugati oldalán, nagyjából a régi szovjet emlékmű helyén – a városi közvéleményt erősen megosztva. Az ezredfordulóhoz közeledve újra napirendre került a térség „igazi” térré alakítása. Több elképzelés is megfogalmazódott, végül két tervezet között a szakma helyett a városházi csatározások döntöttek. Az új teret 2007. június 8-án adták át, amely Európai Uniós támogatással készült. Alatta mélygarázst alakítottak ki, a felszínen pedig szökőkutakat, növényeket és utcabútorokat helyeztek el. Az elképzelések között szerepelt egy később felépítendő szálloda is a déli sávban. A tér vezető tervezője Puskás Péter építész, a kerttervező Dobos Sára, a formatervező iparművész Fata György volt.
2016-ban a tér északi oldalán végigfutó utcát Kelemen Didákról, a minorita templom, valamint a Földes Ferenc Gimnázium egyik jogelődjének alapítójáról nevezték el, és az itt álló épületeket átszámozták a Hősök teréről a Kelemen Didák utcára. A térből leágazó további utcák a Horváth Lajos utca, a Régiposta utca és a Serbu Adolf utca.

## Tömegközlekedés
A téren legelőször csak a 35-ös busz állt meg a Régiposta utca felől. Megállója a zsinagóga mellett volt, de ez később megszűnt, ugyanis már csuklósként közlekedett a járat és a Madarász Viktor utcánál fordult meg a Centrum után. Később, a Postapalotával átellenben és mellette is kialakításra került buszmegálló, melyeknél megáll a 14-es, 28-as, 34-es, 35-ös, 36-os, 43-as, 44-es járatok.

## Képek

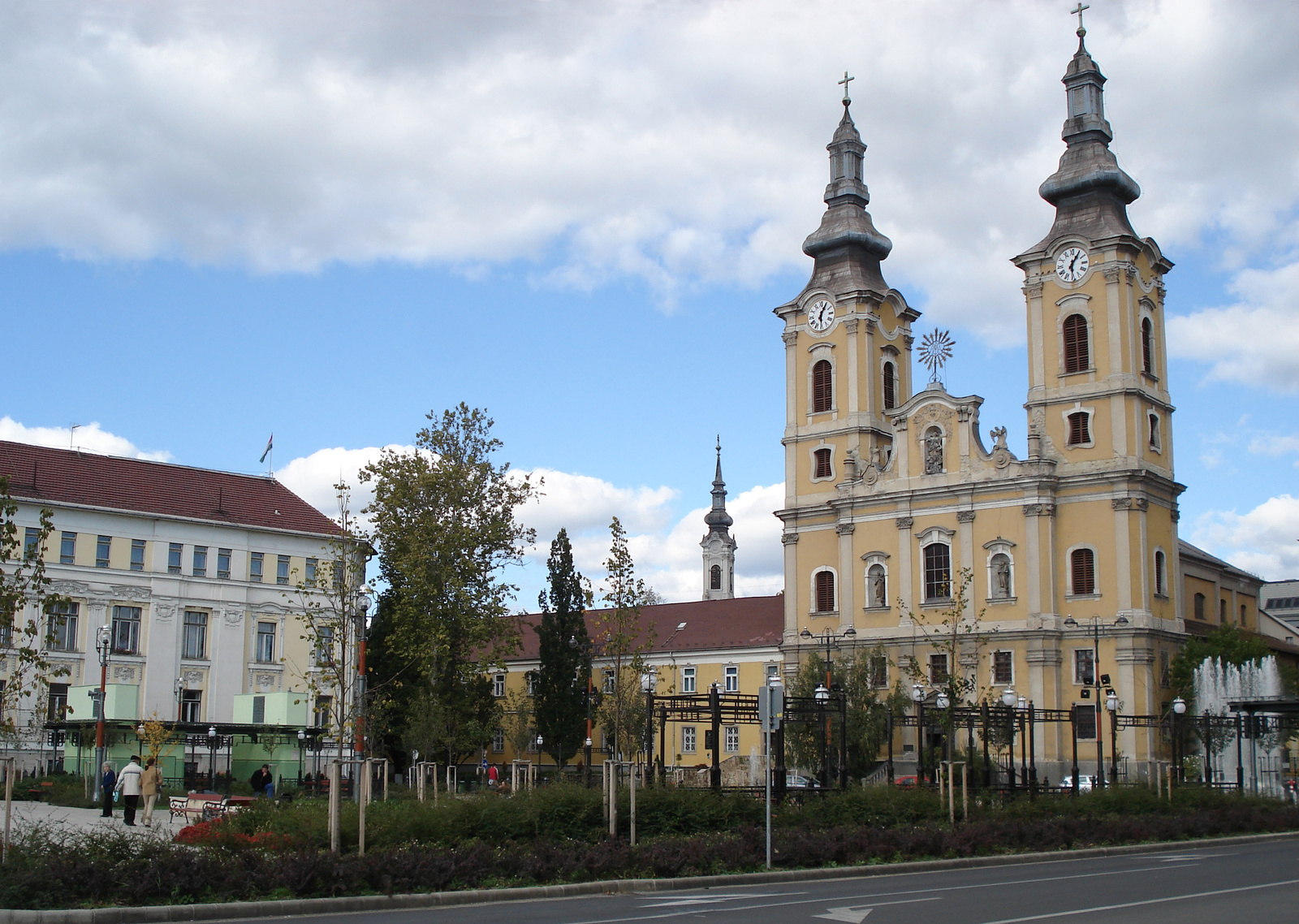
A tér a Régiposta utca felől
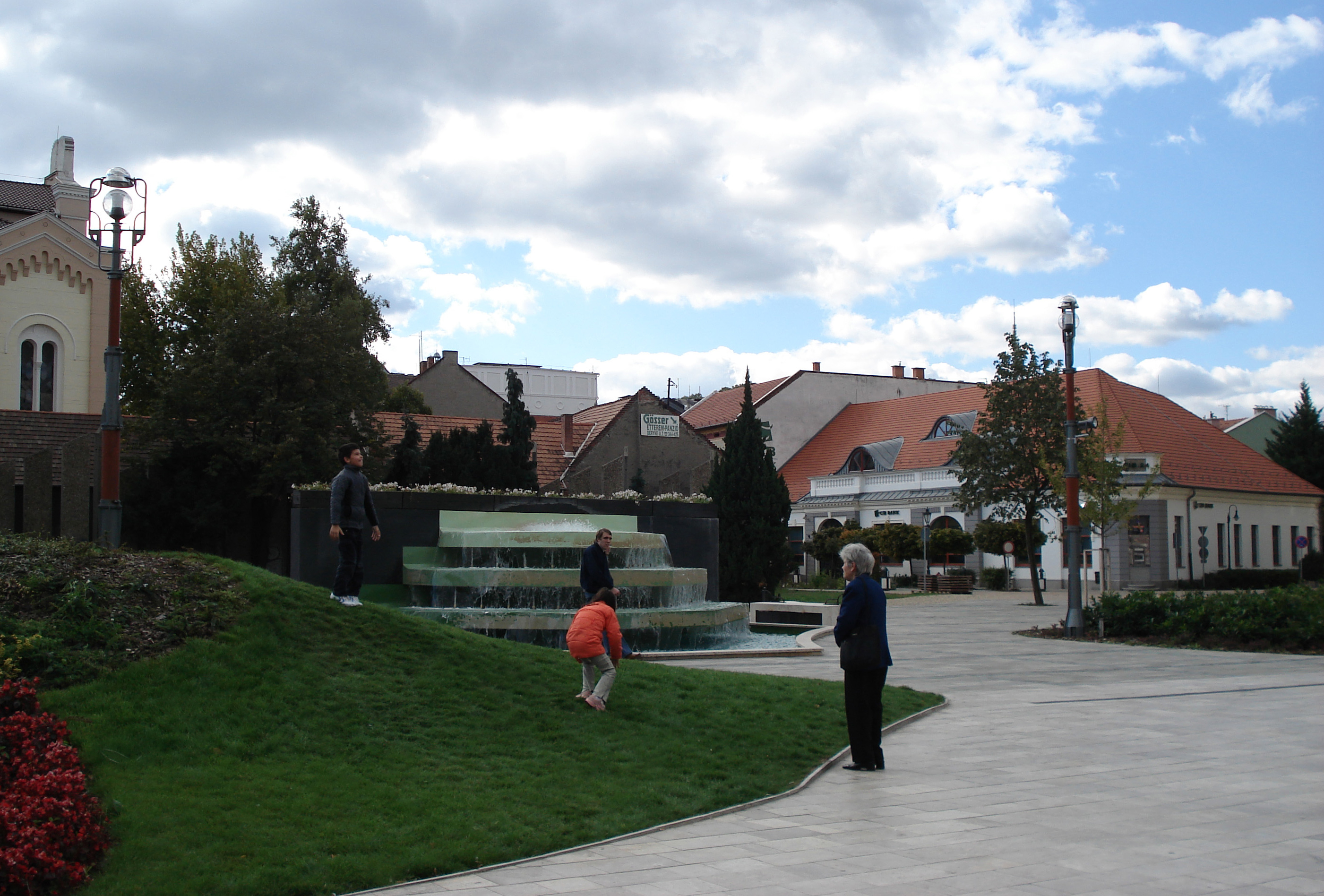
A tér részlete
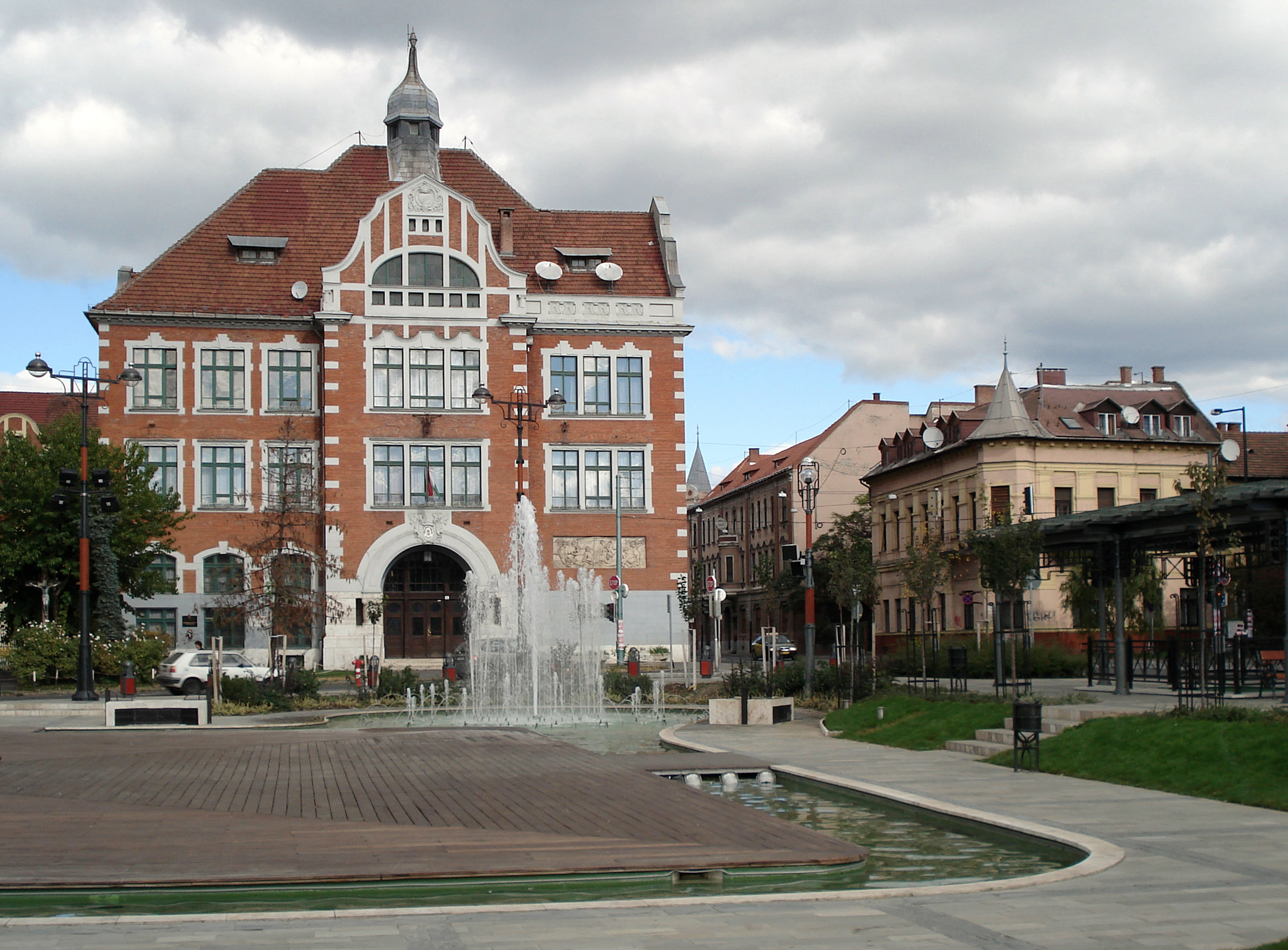
A Földes Ferenc Gimnázium a szökőkúttal
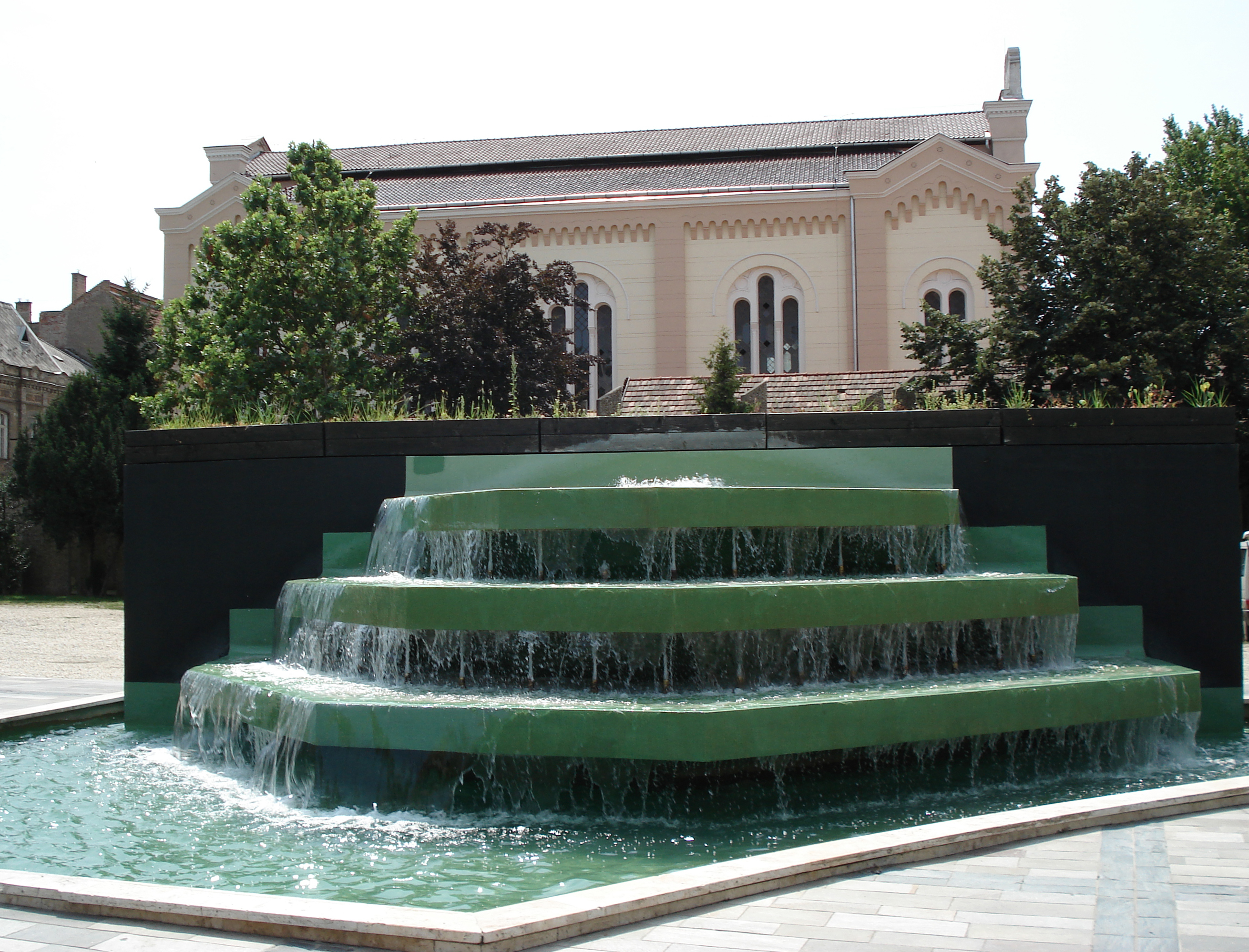
Vizes elem
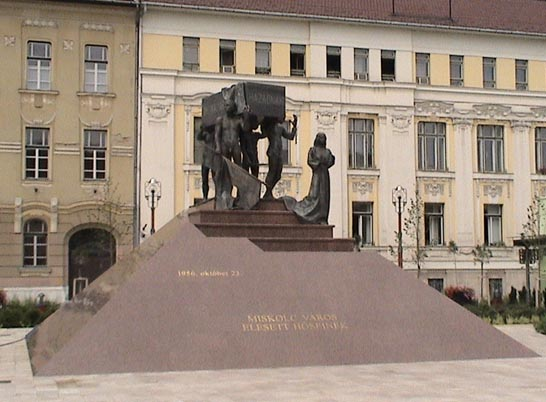
Szanyi Péter 1956-os emlékműve